# آغ‌بلاغ تپه‌سی
آغ بلاغ تپه سی مربوط به عصر مس - دوره اشکانیان است و در شهرستان هشترود، روستای آغ بولاغ حسن کندی واقع شده و این اثر در تاریخ ۱۹ مرداد ۱۳۸۴ با شمارهٔ ثبت ۱۲۷۸۷ به‌عنوان یکی از آثار ملی ایران به ثبت رسیده است.